# Ealheard
Ealheard (auch Aldherus, Alhheard oder Ealhheard; † zwischen 805 und 814) war Bischof von Elmham. Er wurde zwischen 781 und 785 zum Bischof geweiht und trat sein Amt im selben Zeitraum an. Er starb zwischen 805 und 814.